# Seowon
Seowon (McCune-Reischauer: Sŏwŏn) waren konfuzianische Privatakademien im Korea der Joseon-Dynastie (1392–1910). Sie besaßen einen konfuzianischen Schrein und hatten den Zweck, Schüler auf die Beamtenprüfung vorzubereiten. In der Regel stammten die Schüler aus der aristokratischen Yangban-Schicht.
Die Bildungseinrichtungen wurden in der Regel an Orten errichtet, die mit bekannten konfuzianischen Gelehrten in Verbindung gebracht wurden. Das erste Seowon war das Sosu Seowon, welches 1534 von Ju Sebung gegründet wurde und dem Gelehrten An Yu (An Hyang) gewidmet wurde. Das Seowon diente der Ausbildung und Ausführung konfuzianischer Riten und oft als Ort für Gelehrte, die einer bestimmten Schule oder Fraktion angehörten.
Auf dem Höhepunkt bestanden etwa 600 Seowon, doch die meisten wurden bereits vor der Einführung moderner, öffentlicher Bildungseinrichtungen geschlossen.
Am 6. Juli 2019 wurden neun heute in Südkorea liegende Seowon aus dem 15. bis 19. Jahrhundert durch die UNESCO unter dem Titel Seowon, koreanische neokonfuzianische Akademien in das Weltkulturerbe aufgenommen. Das Sungyang Sowon in Nordkorea steht schon seit 2013 als Bestandteil der Historischen Monumente und Stätten von Kaesŏng auf der Welterbeliste.

## Trivia
In dem Computerspiel Sid Meier’s Civilization VI können in Korea Seowon anstelle von Campus-Bezirken errichtet werden.